# Article, nom, adjectif qualificatif et adjectif numéral en roumain
Cet article traite des articles, du nom, de l’adjectif qualificatif et du numéral roumains du point de vue morphologique et, succinctement, des fonctions syntaxiques des formes casuelles des noms.
Comme dans les langues romanes occidentales, les mots de ces classes grammaticales se caractérisent par des traits tels le nombre et le genre. Quant à ce dernier, le spécifique du roumain parmi les langues romanes est de distinguer, à côté du masculin et du féminin, un genre neutre, dans le sens qu’il y a un grand nombre de noms d’inanimés qui sont masculins au singulier et féminins au pluriel, mais il n’y a pas de neutre distingué formellement, comme dans les langues slaves.
Le roumain est une langue flexionnelle comme les langues romanes occidentales, mais il l’est dans une plus grande mesure que celles-ci, puisqu’il a conservé des éléments de déclinaison, et la flexion comporte beaucoup d’alternances phonétiques (vocaliques et consonantiques). Dans les grammaires du roumain on prend en compte cinq cas: nominatif, génitif, datif, accusatif et vocatif. La forme de l’accusatif ne se distingue pas de celle du nominatif, c’est pourquoi on parle souvent de nominatif-accusatif. De même, la forme du datif est identique à celle du génitif, ce qui fait parler de génitif-datif. Lorsqu’on dit qu’un mot se décline, en général on entend par cela qu’il a une forme de génitif-datif et, éventuellement, une de vocatif, différentes de celle de nominatif.

## Les articles
Les articles pris en compte par les grammaires du roumain sont l’article indéfini, l'article défini (propres aux autres langues romanes aussi) et deux autres, l’article possessif et l’article démonstratif.

### L’article indéfini
Comme dans les autres langues romanes, cet article provient de l’adjectif numéral latin unus, una. Ses formes sont :
- masculin et neutre singulier : un perete masc. « un mur », un scaun neutre « une chaise » ;
- féminin singulier : o zi « un jour, une journée »[2].

Au pluriel, au nominatif et à l’accusatif, l’article indéfini est le mot invariable niște (< latin nescio quid « je ne sais pas quoi ») pour les trois genres. Son sens est proche de « quelques » et il est utilisé quand il implique ce sens : Te-au căutat niște studenți « Il y a des étudiants qui t’ont cherché(e) ».
Cet article peut être utilisé de façon facultative avec des noms au singulier. Dans ce cas il a une fonction semblable à celle de l’article partitif français : Îmi mai trebuie niște făină « Il me faut encore de la farine ».
L’article indéfini se décline. Au singulier, son génitif-datif est unui m., unei f. Au pluriel il y a supplétion, c’est-à-dire la forme de nominatif-accusatif est niște, alors que celle de génitif-datif est unor pour les trois genres (voir plus loin Déclinaison du nom et de l’adjectif).
Le caractère indéfini du nom peut être exprimé par l’absence de tout déterminant, y compris l’article indéfini, et ce plus souvent qu’en français. Au singulier, celui-ci est même à omettre, comme en français, quand le nom exprime l’appartenance de quelqu’un à une catégorie de personnes, et qu’il n’a pas d’épithète ni de complément (El este student « Il est étudiant »), mais aussi dans d’autres cas : Ea are familie « Elle a une famille ». Niște partitif est le plus souvent omis : Îmi mai trebuie făină « Il me faut encore de la farine ». Au pluriel aussi il y a des cas d’absence de déterminant, comme en français (Ei sunt elevi « Ils sont élèves », Au fost aleși delegați « Ils ont été élus délégués ») et d’autres, où en français il faut utiliser au moins « des » : Pe stradă trec soldați « Il y a des soldats qui passent dans la rue ».

### L’article défini
Le latin n’avait pas d’article défini mais les langues romanes en ont créé un, le roumain à partir du pronom démonstratif ille, illa. La particularité du roumain est que cet article est le plus souvent enclitique, c’est-à-dire attaché à la fin du nom et écrit en un mot avec celui-ci, comme dans trois autres langues des Balkans, le bulgare, le macédonien et l’albanais (voir Union linguistique balkanique). Les articles définis roumains sont les suivants :
- -l :
  - ajouté au noms masculins et neutres singuliers terminés en voyelle : fiul m. « le fils », teatrul n. « le théâtre » ;
  - précédé de la voyelle de liaison -u-, pour les noms masculins et neutres singuliers terminés en consonne : bărbatul m. « l’homme », , dicționarul n. « le dictionnaire » ;
- -le, pour les masculins et les neutres singuliers en voyelle : peretele m. « le mur », numele n. « le nom » ;
- -a :
  - pour les féminins singuliers en -ă, que l’article remplace : mașină « machine » → mașina « la machine » ;
  - pour les féminins singuliers en -e, l’article s’ajoutant directement au mot : legea « la loi » ;
  - pour les féminins singuliers en -a, avec la semi-voyelle de liaison -u /w/ : cafeaua « le café » ;
  - pour les féminins singuliers en -ie [je], l’article remplaçant -e: femeie « femme » → femeia « la femme » ;
- -i, pour les masculins pluriels : fiii « les fils », bărbații « les hommes » ;
- -le, pour les féminins et les neutres pluriels : mașinile « les machines », legile « les lois », cafelele « les cafés », femeile « les femmes », teatrele « les théâtres », dicționarele « les dictionnaires ».

Dans le cas des nominaux munis de l’article défini, c’est en fait celui-ci qui se décline presque toujours et dans un cas il se place devant le nom (voir plus loin Déclinaison du nom et de l’adjectif).
À la différence du français, en roumain il y a des cas où le nom est déterminé de façon définie en l’absence de tout déterminant. C’est valable pour les noms employés avec préposition (à l’exception de cu « avec ») et sans épithète ni complément. Exemple : Cartea e pe masa mare « Le livre est sur la grande table », mais Cartea e pe masă « Le livre est sur la table ».

### L’article possessif
C’est un article qui donne au nom un caractère défini mais il a d’autres fonctions aussi :
- Utilisé avec un nom au génitif, il se réfère à l'objet possédé, s'accordant avec celui-ci. Exemples[8] :

– masculin/neutre singulier : computerul cel nou al fratelui meu « l’ordinateur neuf de mon frère » ;
– féminin singulier : casa cea nouă a părinților mei « la nouvelle maison de mes parents » ;
– masculin pluriel : pantofii cei noi ai verișoarei mele « les chaussures neuves de ma cousine » ;
– féminin/neutre pluriel : cărțile cele noi ale profesorului meu « les nouveaux livres de mon professeur ».
- Avec les adjectifs possessifs, il forme les pronoms possessifs : al meu « le mien », a ta « la tienne », ai săi « les siens », ale noastre « les nôtres » f.

### L’article démonstratif
Les formes de cet article proviennent des pronoms démonstratifs d’éloignement : cel (m./n. sg.), cea (f. sg.), cei (m. pl.), cele (f./n. pl.), au génitif-datif celui (m./n. sg.), celei (f. sg.), celor (pl.).
À côté d’une fonction semblable à celle de l’article défini, ce pronom a d’autres fonctions également :
- Il sert à former le superlatif relatif : prietenul cel mai bun ou cel mai bun prieten « le meilleur ami »[9].
- Il peut participer au syntagme nom + épithète ou complément du nom. On peut bien dire, par exemple, fata harnică ou fata cea harnică « la fille travailleuse », mais avec cet article on insiste sur le deuxième terme[9].
- Il sert à substantiver l’adjectif : cei leneși « les paresseux » (synonyme syntaxique leneșii, avec l’article défini)[9].
- Il est le seul qui sert à substantiver l’adjectif numéral : Au venit deja cele două? « Ces deux-là sont-elles déjà venues ? »[10]

## Le nom et l’adjectif qualificatif

### Genre des noms et des adjectifs
En roumain, les noms peuvent être masculins (m.), féminins (f.) ou neutres (n.). C’est la seule langue romane où le nom a conservé le neutre, mais non pas comme en latin. En fait, les neutres sont masculins au singulier et féminins au pluriel, ce qui veut dire que l’adjectif s’accorde avec le nom seulement au masculin ou au féminin.
Contrairement à d’autres langues, comme les slaves, en roumain il est difficile d’identifier le genre des noms par leur forme seule, parce qu’il y a de nombreuses exceptions. Sont en général du genre masculin les noms désignant les personnes de sexe masculin, les animaux mâles, les occupations traditionnellement masculines, les mois, la plupart des montagnes et des arbres, les unités monétaires, les lettres de l’alphabet. Les féminins nomment les personnes de sexe féminin, les occupations « féminines », les jours, les saisons, les fruits, la plupart des fleurs et des pays, ainsi que les continents. Sont en général neutres les noms de choses et de matières.
Les noms peuvent avoir de nombreuses terminaisons et seules quelques-unes sont spécifiques pour les genres masculin et féminin :
- -ă – en général féminine : mamă « mère » ;
- -e atone – masculine, neutre ou féminine : frate m. « frère », nume n. « nom », carte f. « livre » ;
- -i semi-vocalique /j/ – le plus souvent masculine ou neutre : tei m. « tilleul », rai n. « paradis » ;
- -o atone – assez rare, dans des emprunts, en général neutre : radio « radio » ;
- -u vocalique atone /u/– masculine ou neutre : ministru m. « ministre », lucru n. « chose » ;
- -u semi-vocalique /w/ – masculine ou neutre : leu m. « lion », tablou n. « tableau » ;
- consonne – masculine ou neutre : sac m. « sac », lac n. « lac » ;
- /kʲ/, /gʲ/ – masculine ou neutre : unchi m. « oncle », unghi n. « angle »[12].

### Pluriel des noms et des adjectifs
Le système de l'expression du pluriel des noms et des adjectifs est assez compliqué en roumain. Il y a plusieurs terminaisons de pluriel, en fonction du genre et de la terminaison au singulier, sans parler des exceptions. Parfois la marque du pluriel est ajoutée à la forme de singulier, d’autres fois elle remplace la terminaison du mot au singulier, d’autres fois encore le pluriel se forme par la suppression de la terminaison -e du singulier. Les cas de formation valables pour la plupart des noms et adjectifs sont les suivants :
| Genre    | Marque du pluriel | Terminaison du singulier | Exemple                                                         |
| -------- | ----------------- | ------------------------ | --------------------------------------------------------------- |
| Masculin | -i [ʲ]            | consonne                 | pom – pomi înalți « arbre(s) [fruitier(s)] hauts »              |
| Masculin | -i [ʲ]            | -e                       | frate cuminte – frați cuminți « frère(s) sage(s) »              |
| Masculin | -i [ʲ]            | -u [w]                   | fiu grijuliu – fii grijulii « fils attentionné(s) »             |
| Masculin | -i [ʲ]            | -i [ʲ]                   | ochi verzui – ochi verzui « œil (yeux) verdâtre(s) »            |
| Masculin | -i [i]            | -u [u]                   | ministru ilustru – miniștri iluștri « ministre(s) illustre(s) » |
| Féminin  | -e                | -ă                       | casă modestă – case modeste « maison(s) modeste(s) »            |
| Féminin  | -i [ʲ]            | -ă                       | pisică mică – pisici mici « petit(s) chat(s) »                  |
| Féminin  | -i [ʲ]            | -e                       | lume veche – lumi vechi « monde(s) ancien(s) »                  |
| Féminin  | -le               | -a tonique               | stea – stele « étoile(s) »                                      |
| Féminin  | -uri              | -ă                       | ceartă – certuri « dispute(s) »                                 |
| Féminin  | -uri              | -e                       | mătase – mătăsuri « soie(s) »                                   |
| Féminin  | ∅                 | i [j] + -e               | foaie verzuie – foi verzui « feuille(s) verdâtre(s) »           |
| Neutre   | -e                | consonne                 | oraș – orașe « ville(s) »                                       |
| Neutre   | -e                | -u [u]                   | timbru – timbre « timbre(s) »                                   |
| Neutre   | -e                | -u [w]                   | muzeu – muzee « musée(s) »                                      |
| Neutre   | -uri              | consonne                 | val – valuri « vague(s) »                                       |
| Neutre   | -uri              | -u [u]                   | titlu – titluri « titre(s) »                                    |
| Neutre   | -uri              | -u [w]                   | cadou – cadouri « cadeau(x) »                                   |
| Neutre   | i [i] + -i [ʲ]    | i [j] + -u               | fluviu – fluvii « fleuve(s) »                                   |

Le passage au pluriel amène de nombreuses alternances vocaliques et/ou consonantiques. Les plus fréquentes sont présentées ci-après.
Alternances vocaliques :
- a – ă: mare – mări « mer(s) » ;
- a – e: piatră – pietre « pière(s) » ;
- ă – e: măr – mere « pomme(s) » ;
- â – i: tânăr – tineri « jeune(s) » ;
- ea – e: dimineață – dimineți « matin(s) » ;
- o – oa: camion – camioane « camion(s) » ;
- oa – o: moară – mori « moulin(s) ».

Alternances consonantiques :
- /k/ – /t͡ʃ/ : cântec – cântece « chanson(s) » ;
- d – z : grindă – grinzi « poutre(s) » ;
- /g/ – /d͡ʒ/ : lung – lungi « long(s) » ;
- -l – ∅: miel – miei « agneau(x) » ;
- -s – ș: urs – urși « ours » ;
- -sc- – șt: mască – măști « masque(s) » ;
- -st – șt: artist – artiști « artiste(s) » ;
- -str- – -ștr-: albastru – albaștri « bleu(s) » ;
- -t – ț: carte – cărți « livre(s) » ;
- z – j: treaz – treji « éveillé(s) ».

Parmi les exemples ci-dessus on peut voir que parfois l’alternance affecte en même temps :
- deux voyelles : tânăr – tineri « jeune(s) » ;
- une voyelle et une consonne : carte – cărți « livre(s) » ;
- une diphtongue et une consonne : treaz – treji « éveillé(s) » ;
- une voyelle et un groupe de consonnes : mască – măști « masque(s) ».

### Déclinaison des noms et des adjectifs
À la différence des autres langues romanes, le roumain a partiellement gardé la déclinaison des noms et des adjectifs. On distingue, d’un côté, la déclinaison avec article défini et, de l’autre, la déclinaison avec article indéfini ou adjectif préposé (démonstratif, indéfini, parfois qualificatif). Il y a cinq cas, avec des formes spécifiques pour le masculin et le féminin. Les neutres se déclinent comme les masculins au singulier et comme les féminins au pluriel.
Le nominatif est principalement le cas du sujet, mais il peut aussi être celui de l’attribut (Ei sunt elevi « Ils sont élèves »), de l’apposition (Andrei, fiul meu, este plecat « Andrei, mon fils, est absent »), etc.
Le génitif est tout d’abord le cas du complément du nom exprimant le possesseur : Cartea elevului este pe masă « Le livre de l’élève est sur la table », ușa unei case frumoase « la porte d'une belle maison ». Si l’objet possédé a un déterminant (préposé) ou une épithète/un complément (préposé ou postposé), le nom au génitif est précédé de l’article possessif : o carte a profesorului « un livre du professeur », noua carte a profesorului « le nouveau livre du professeur », mama minunată a Corinei « la maman merveilleurs de Corina », acoperișurile de tablă ale caselor « les toits en tôle des maisons ».
Le génitif est aussi régi par certaines prépositions et locutions prépositionnelles, formant des compléments du nom, des compléments d’objet indirect et des compléments circonstanciels : gardul din jurul grădinii « la clôture autour du jardin », Luptăm împotriva rutinei « Nous luttons contre la routine ».
Ce cas a deux désinences au singulier : -e et -i [ʲ]. La première est utilisée pour la plupart des mots se terminant en -ă au nominatif singulier (unei fetițe « d’une fillette », la seconde pour les féminins en -e au nominatif singulier (unei pâini « d’un pain ») et pour certains en -ă : unei țări « d’un pays ». Une règle du roumain standard est que le génitif singulier de ces mots est identique à leur nominatif pluriel. De plus, le génitif pluriel de ces mots a la même forme : (niște) fetițe « des fillettes » → unor fetițe « de (quelques) fillettes », ''(niște) pâini « des pains » → unor pâini « de (quelques) pains ».
Quant aux autres noms et adjectifs, seuls les articles utilisés avec eux sont déclinés et les adjectifs préposés aux noms : unui bărbat « d’un homme », bărbatului « de l’homme », acelui băiat « de ce garçon-là », celuilalt băiat « de l’autre garçon ».
Les noms propres de personnes masculins et les féminins à terminaison non spécifique au roumain sont précédés au génitif de l’article défini et c’est celui-ci qui est décliné. C’est d’ailleurs le seul cas où l’article défini est proclitique : cartea lui Radu / lui Lili « le livre de Radu / de Lili ».
Le datif est le cas du complément d'objet indirect (COI) d’attribution (répondant à la question cui? « à qui ? ») : Am trimis ilustrate colegelor « J’ai envoyé des cartes postales aux collègues ». Il est aussi régi par les prépositions datorită, mulțumită et grație, les trois ayant le sens « grâce à » : Am obținut aceste rezultate datorită ajutorului tău « J’ai obtenu ces résultats grâce à ton aide ».
L’une des caractéristiques syntaxiques de ce cas est que parfois le complément en cause est doublement exprimé, c’est-à-dire que devant le verbe ou après celui-ci (à l’impératif), on place au même cas le pronom personnel se référant au nom remplissant la fonction du complément : Obiectul acesta îi este folositor medicului? « Cet objet est-il utile au médecin ? ».
L'accusatif est le cas de mots qui peuvent remplir plusieurs fonctions :
- complément d'objet direct (COD) :
  - sans préposition surtout avec des noms d’inanimés mais aussi avec des noms d’animés : Am vizitat orașul și am întâlnit câțiva foști colegi « J’ai visité la ville et j’ai rencontré quelques collègues » ;
  - avec la préposition pe, avec des noms de personnes : L-a văzut pe Andrei « Il/Elle a vu Andrei » ;
- la plupart des COI et des compléments circonstanciels avec préposition : Se teme de hoți « Il/Elle a peur des voleurs », Mor de sete « Je meurs de soif ».
- la plupart des compléments du nom : carte de povești « livre de contes ».

La double expression du complément est également présente dans le cas du COD avec la préposition pe : L-a văzut pe Andrei.
Le mot au vocatif n’a d’ordinaire pas de fonction syntaxique. Il peut être mot-phrase (Ioane! « Jean ! »), mot faisant partie d’une phrase mais sans fonction syntaxique (Ce înseamnă asta, Ioane? « Qu’est-ce que ça veut dire, Jean ? »), éventuellement apposition : d’un autre nom au vocatif (Ioane, puiule! « Jean, mon petit !) ou d’un nom à un autre cas (Ai și tu, Ioane, o scrisoare « Tu as une lettre toi aussi, Jean »).
Ce cas a quatre désinences possibles (-e ou -ule au masculin singulier, -o au féminin singulier et -lor au pluriel, aux deux genres). Peuvent en être munis les adjectifs substantivés et un nombre restreint de noms proprement-dits. La plupart des noms ont la même forme au vocatif et au nominatif/accusatif. Les désinences -ule et -lor rappellent l’article défini mais n’ont pas ses fonctions. La désinence -o remplace la terminaison du nominatif : N. fetiță → V. fetițo ! « fillette ! »
Il y a des noms qui doivent obligatoirement avoir une désinence au vocatif, par exemple fiule ! « (mon) fils ! », d’autres qui ne peuvent pas en avoir (femeie ! « femme ! »), d’autres encore qu’on peut mettre au vocatif avec ou sans désinence (Radu ! ou Radule !) D’un autre côté, il y a des noms masculins qui ne peuvent être mis au vocatif qu’avec la désinence -ule (prostule ! « idiot ! »), d’autres qui doivent recevoir la désinence -e (prietene ! « mon ami ! »), d’autres encore qui doivent avoir l’une ou l’autre : băiatule ! ou băiete ! « le garçon ! ».
La plupart des noms et des adjectifs se déclinent selon les modèles suivants :
| | Masculin             | Masculin             | Masculin      | Masculin    | Féminin     | Féminin | Féminin      | Féminin    | Féminin    | Féminin | Féminin     | Féminin  |
| Singulier | Singulier            | Pluriel              | Pluriel       | Singulier   | Singulier   | Pluriel | Pluriel      | Singulier  | Singulier  | Pluriel | Pluriel     |          |
| 1 | 2                    | 1                    | 2             | 1           | 2           | 1       | 2            | 1          | 2          | 1       | 2           |          |
| --- | -------------------- | -------------------- | ------------- | ----------- | ----------- | ------- | ------------ | ---------- | ---------- | ------- | ----------- | -------- |
| N.-A. | un bărbat            | bărbatul             | niște bărbați | bărbații    | o fetiță    | fetița  | niște fetițe | fetițele   | o pâine    | pâinea  | niște pâini | pâinile  |
| G.-D. | unui bărbat          | bărbatului           | unor bărbați  | bărbaților  | unei fetițe | fetiței | unor fetițe  | fetițelor  | unei pâini | pâinii  | unor pâini  | pâinilor |
| V. | bărbate / bărbatule! | bărbate / bărbatule! | bărbaților!   | bărbaților! | fetițo!     | fetițo! | fetițelor!   | fetițelor! | –          | –       | –           | –        |
| Légende : 1 – avec article indéfini; 2 – avec article défini ; bărbat « homme » ; fetiță « fillette » ; pâine « pain » ; N. – nominatif ; G. – génitif ; D. – datif ; A. – accusatif ; V. – vocatif. |                      |                      |               |             |             |         |              |            |            |         |             |          |

### Accord de l’adjectif
La plupart des adjectifs ont quatre formes différentes pour s’accorder en genre et en nombre, mais il y en a qui n’en ont que trois ou deux, voire une seule (des emprunts). Exemples :
- à quatre formes : modest, modestă, modești, modeste « modeste(s) » ;
- à trois formes : mic, mică, mici « petit(e)(s) » ;
- à deux formes : dulce, dulci « doux, douce(s) » ;
- à une forme[22] : gri « gris(e)(s) ».

Les adjectifs, comme les noms, subissent des alternances phonétiques entre singulier et pluriel (voir plus haut Pluriel des noms et des adjectifs), mais aussi entre masculin et féminin :
- e – ea : șiret – șireată « rusé(e) » ;
- o – oa : prietenos – prietenoasă « amical(e) ».

L’épithète est le plus souvent placée après le nom, mais peut aussi se trouver devant celui-ci. L’article indéfini ou l’article défini se trouve devant, respectivement attaché au premier mot.
L’adjectif est toujours accordé en genre et en nombre avec le nom qu’il détermine. La déclinaison concerne toujours les articles, mais le nom et l’adjectif n’ont de désinence spécifique qu’au génitif-datif féminin singulier, et les deux en sont munis :
| unui prieten scump « d’un / à un ami cher » / unui scump prieten « d’un /à un cher ami »;              | prietenului scump « de/à l’ami cher » / scumpului prieten « du/au cher ami »,    | mais |
| unei prietene scumpe « d’une / à une amie chère » / unei scumpe prietene « d’une / à une chère amie »; | prietenei scumpe « de/à l’amie chère » / scumpei prietene « de/à la chère amie » |      |

### Degrés de comparaison des adjectifs
En roumain il n’y a pas d'irrégularités dans la formation des degrés de comparaison. Tous les adjectifs les forment sur le modèle ci-dessous.
| Positif    | Positif        | Positif        | înalt, -tă, -ți, -te « haut(e)(s) »                                                                                                 |
| Comparatif | de supériorité | de supériorité | mai înalt, -tă, -ți, -te (decât / ca) « plus haut(e)(s) (, que) »                                                                   |
| Comparatif | d'égalité      | d'égalité      | la fel de / tot așa de / tot atât de înalt, -tă, -ți, -te (ca) « aussi haut(ne)(s) (, que) »                                        |
| Comparatif | d'infériorité  | d'infériorité  | mai puțin înalt, -tă, -ți, -te decât / ca « moins haut(e)(s) (, que) »                                                              |
| Superlatif | relatif        | de supériorité | cel mai înalt, cea mai înaltă, cei mai înalți, cele mai înalte (dintre) « le/la/les plus haut(e)(s) (de) »                          |
| Superlatif | relatif        | d'infériorité  | cel mai puțin înalt, cea mai puțin înaltă, cei mai puțin înalți, cele mai puțin înalte (dintre) « le/la/les moins haut(e)(s) (de) » |
| Superlatif | absolu         | absolu         | foarte înalt, -tă, -ți, -te « très haut(e)(s) »                                                                                     |

Au superlatif relatif de supériorité, deux ordres des mots sont possibles sans différence de sens : elevul cel mai bun « l’élève le meilleur » ou cel mai bun elev « le meilleur élève ».

## Les numéraux
Les grammaires du roumain prennent en compte quatre types principaux de numéraux.

### Numéraux cardinaux
Les numéraux cardinaux peuvent avoir une valeur adjectivale, nominale ou pronominale. En tant que noms, tous peuvent être utilisés avec un article.
- 1 – Ce numéral a cinq formes, y compris celles avec un article :

– à valeur adjectivale :
– un m./n. : un student « un étudiant » ;
– o f. : o studentă « une étudiante » ;
– à valeur nominale ou pronominale :
– unu m., utilisé seulement en tant que nom du chiffre : unu la sută « un pour cent » ;
– unul (avec article défini) m./n. : de unul singur « tout seul » ;
– una (avec article défini) f. : Câte studente sunt aici? – Una « Combien d’étudiantes il y a ici ? » – Une seule.
- 2 – Ce numéral a trois formes : doi (adjectif, nom du chiffre et pronom), doiul (nom masculin à article défini) et două f./n. (adjectif et pronom).

Les autres numéraux cardinaux n’ont que deux formes. L’une peut être le nom du chiffre ou du nombre, l’autre – nom masculin à article défini :
- 3 – 10 – trei, patru, cinci, șase, șapte, opt, nouă, zece

- 11 – 19 – La formation de ces numéraux est calquée sur un modèle slave, avec des mots d’origine latine, selon la formule chiffre + la préposition spre « vers » + zece « dix » : unsprezece, doisprezece m. (f. douăsprezece), treisprezece, paisprezece (patru s’est raccourci) ou patrusprezece (plus rare), cincisprezece, șaisprezece (avec șase raccourci) ou șasesprezece (plus rare), șaptesprezece, optsprezece, nouăsprezece.

- 20, 30, 40, 50, 60, 70, 80, 90 – Ces nombres ont la structure chiffre + zeci (pluriel de zece) : douăzeci, treizeci, patruzeci, cincizeci, șaizeci (șase raccourci), șaptezeci, optzeci, nouăzeci.

- 21, 22, etc. – Leur structure est chiffre + zeci (en un seul mot) + și « et » + chiffre : douăzeci și unu, douăzeci și doi m. / douăzeci și două f., douăzeci și trei, etc.
- 100, 200, 300, etc. – o sută, două sute, trei sute, etc.
- 101, 102, 103, etc. – o sută unu, o sută doi/două, o sută trei, etc.
- 1000, 2000, 3000, 10 000, 20 000, 100 000, etc. – o mie, două mii, trei mii, zece mii, douăzeci de mii, o sută de mii, etc.
- 1 000 000, 2 000 000, etc. – un milion, două milioane, etc.
- 1 000 000 000, 2 000 000 000, etc. – un miliard, două miliarde, etc.

On décline les numéraux un, o, unul, una, sută, mie, milion et miliard. Les deux premiers se déclinent comme lorsqu’ils sont des articles indéfinis (voir plus haut Déclinaison du nom et de l’adjectif). Ceux avec l’article défini se caractérisent par un -a ajouté à leur fin : Rezultatul unuia / uneia a fost corect « Le résultat de l’un / de l’une a été correct ». Les quatre derniers numéraux se déclinent comme les noms. Les autres numéraux cardinaux reçoivent au génitif la préposition a (Am corectat testele a trei studenți/studente « J’ai corrigé les tests de trois étudiants/étudiantes »), et au datif la préposition la : Le-am dat test la opt studenți/studente « J’ai fait passer un test à huit étudiants/étudiantes ».

### Numéraux ordinaux
Les numéraux ordinaux se forment à partir des cardinaux comme suit :
- Au masculin : l’article possessif al + le numéral cardinal + l’article défini -le + -a[27] : doi > al doilea « le deuxième ». Là où il y aurait une consonne devant -le, on utilise une voyelle de liaison : opt > al optulea « le huitième ».
- Au féminin : l’article possessif a + le numéral cardinal + -a : trei > a treia « la troisième », șase > a șasea « la sixième », șapte > a șaptea « la septième », opt > a opta « la huitième ». Les autres nombres cardinaux subissent des déformations. Ceux qui finissent en -ă et en -u perdent ces voyelles : două > a doua « la deuxième », patru > a patra « la quatrième ». Le [ʲ] final de cinci change en la semi-voyelle [e̯] : cinci > a cincea « la cinquième ».

Seul le premier numéral ordinal ne se forme pas du correspondant cardinal : primul, prima (synonyme întâiul, întâia) « le premier, la première ». C’est aussi le seul qui a un pluriel : primii, primele / întâii, întâiele « les premiers, les premières ».
Devant les ordinaux on emploie l’article démonstratif + la préposition de, facultativement au nominatif-accusatif, mais obligatoirement au génitif-datif : cel de-al treilea / cea de-a treia « le/la troisième », celui de-al treilea / celei de-a treia « du/au troisième / de la/à la troisième ».

### Numéraux collectifs
Il n’y a pas en roumain de numéraux collectifs au sens où on l’entend dans les grammaires du français (dizaine, quinzaine, etc.), mais d’autres mots.
Le numéral amândoi m., amândouă f. « les deux » est employé seul ou en déterminant un nom. Dans ce dernier cas, le nom est à employer avec l’article défini : amândouă fetele « les deux filles ».
Ambii, ambele, emprunt au latin, est synonyme du premier. Il reçoit toujours l’article défini, le nom qu’il détermine en étant dépourvu : ambii vecini « les deux voisins ».
Il y a aussi des numéraux collectifs plus rares, des mots formés avec le préfixe tus- (< toți « tous ») + les cardinaux de 3 à 10, s’accordant seulement au masculin : tustrei, tuspatru, etc. On utilise plus souvent leurs équivalents toți trei « tous les trois », toți patru « tous les quatre », etc.

### Numéraux fractionnaires
Pour « quart » et « moitié, demie » on a en roumain aussi des mots à part : sfert et jumătate, respectivement. Les autres numéraux fractionnaires sont formés des cardinaux avec le suffixe -ime (pluriel -imi) : treime « tiers », optime « huitième », două zecimi « deux dixièmes ».
Les fractions décimales s’écrivent avec une virgule, comme en français, et s’expriment de la même façon : 3,14 – trei virgulă paisprezece « trois virgule quatorze ».
L’expression du pourcentage est, par exemple, treizeci și trei la sută (litt. « trente et trois au cent ») ou treizeci și trei de procente, où procent est un nom.
Le dixième d’un pourcentage s’exprime, par exemple, cinci la mie (litt. « cinq au mille »).

## Sources bibliographiques
- (ro) Avram, Mioara, Gramatica pentru toți [« Grammaire pour tous »], Bucarest, Humanitas, 1997  (ISBN 973-28-0769-5)
- (ro) Bărbuță, Ion et al. Gramatica uzuală a limbii române [« Grammaire usuelle du roumain »], Chișinău, Litera, 2000  (ISBN 9975-74-295-5) (consulté le 14 février 2023)
- (en) Cojocaru, Dana, Romanian Grammar [« Grammaire roumaine »], SEELRC, 2003 (consulté le 25 mai 2017)
- (ro) Dicționare ale limbii române [« Dictionnaires du roumain »] (Dexonline) (consulté le 25 mai 2017)
- (ro) Forăscu, Narcisa, Dificultăți gramaticale ale limbii române [« Difficultés grammaticales du roumain »], eBooks – Sciences humaines – Lettres, Université de Bucarest, 2002 (consulté le 25 mai 2017)